# Ян III Освенцимский
Ян III Освенцимский (пол. Jan III oświęcimski; (около 1366—1405) — князь освенцимский (1375/1376—1405).

## Биография
Единственный сын князя освенцимского Яна II от брака с Ядвигой Бжегской. Представитель Силезской линии Пястов. Первоначально историки считали, что освенцимские князья Ян II и Ян III — одно лицо, до момента обнаружения других источников, который подтвердил существование Яна III.
О правлении князя Яна III Освенцимского известно очень мало. Он, возможно, как и его дед Ян I, был предназначен для церковной карьеры. Об этом свидетельствует документ 1379 года, где князь назван схоластиком краковским (хотя, возможно, он был спутан со своим дедом Яном I). Другим предполагаемым доказательством избрания Яном III духовной карьеры является факт заключения договора 1372 года, когда князь Ян II Освенцимский гарантировал в случае своей бездетной смерти передать своё княжество князю цешинскому Пшемыславу Носаку.
Однако в 1375/1376 году, после смерти своего отца, князя освенцимского Яна II, Ян III унаследовал Освенцимское княжество под опекой Пшемыслава Носака. Этот факт был подтвержден документом от 25 ноября 1377 года, в котором князь Цешинский признал преемственность власти в Освенциме.
Несмотря на зависимость от Цешинского княжества, Ян III Освенцимский пытался проводить независимую политику. В 1394 году он женился на литовской княжне Ядвиге (ок. 1375 — после 13 мая 1400), дочери великого князя литовского Ольгерда и сестре польского короля Владислава II Ягелло (1386—1434).
В 1397 году вместе с другими силезскими князьями и епископом вроцлавским князем Вацлавом Легницким князь Ян III Освенцимский подписал в Легнице договор с польским королём Владиславом Ягелло, в котором обе стороны гарантировали совместные действия против разбоев на границе. В 1399 году Ян III Освенцимский пытался убедить короля польского Владислава Ягелло, чтобы он изменил свою враждебность по отношению к князю Опольскому и епископу хелмскому Яну Кропидло.
Во внутренней политике Ян III поддерживал города (привилеи от князя получили, в частности, Кенты и Затор), и церковь (в частности, как его отец и дед, он поддерживал орден доминиканцев).
Последний документ, в котором Ян III упоминается как живой, датирован 1402 годом. Историки полагают, что Ян III скончался через три года после этого. Он был похоронен в доминиканском монастыре в Освенциме.
Ян III скончался, не оставив после себя потомства. После его смерти Освенцимское княжество перешло к князю Пшемыславу Носаку, который сразу же передал его своему сыну Пшемыславу Младшему.